# Martina Weil
Martina Weil Restrepo (Santiago del Cile, 12 luglio 1999) è una velocista cilena.

## Biografia
Figlia di due atleti olimpici (partecipanti ai Giochi, mamma fu medaglia di bronzo sui 400 metri a Barcellona '92): il pesista cileno Gert Weil e la velocista colombiana Ximena Restrepo, Martina muove i primi passi nell'atletica leggera in Cile per poi formarsi in Tennessee, presso l'Università locale dove compete nel team di atletica ai NCAA. Debutta per il Cile nel 2007, partecipando ai Campionati sudamericani in Paraguay, vincendo un bronzo con la staffetta. Nel 2018 ha partecipato alla staffetta vincitrice di una medaglia d'argento ai Giochi panamericani di Cochabamba e vinto la medaglia d'oro ai Campionati sudamericani under 23 in Ecuador, stabilendo un nuovo record nazionale nel 400 metri nonché record sudamericani under 23.

## Palmarès
| Anno | Manifestazione              | Sede          | Evento      | Risultato | Prestazione | Note                                      |
| ---- | --------------------------- | ------------- | ----------- | --------- | ----------- | ----------------------------------------- |
| 2017 | Campionati sudamericani     | Asunción      | 400 m piani | Batteria  | 57"00       |                                           |
| 2017 | Campionati sudamericani     | Asunción      | 4×100 m     | 4ª        | 46"02       |                                           |
| 2017 | Campionati sudamericani     | Asunción      | 4×400 m     | Bronzo    | 3'40"00     |                                           |
| 2018 | Giochi sudamericani         | Cochabamba    | 4×400 m     | Argento   | 3'33"42     |                                           |
| 2018 | Mondiali juniores           | Tampere       | 400 m piani | Batteria  | 54"52       |                                           |
| 2018 | Campionati ibero-americani  | Trujillo      | 200 m piani | 5ª        | 24"81       |                                           |
| 2018 | Campionati ibero-americani  | Trujillo      | 4×400 m     | 5ª        | 3'43"56     |                                           |
| 2018 | Campionati sudamericani U23 | Cuenca        | 200 m piani | 4ª        | 23"78       |                                           |
| 2018 | Campionati sudamericani U23 | Cuenca        | 400 m piani | Oro       | 52"60       | Miglior prestazione sudamericana under 23 |
| 2018 | Campionati sudamericani U23 | Cuenca        | 4×100 m     | Argento   | 45"55       |                                           |
| 2018 | Campionati sudamericani U23 | Cuenca        | 4×400 m     | 4ª        | 3'44"82     |                                           |
| 2019 | World Relays                | Yokohama      | 4×400 m     | 6ª (B)    | 3'33"54     |                                           |
| 2019 | Giochi panamericani         | Lima          | 4×400 m     | 7ª        | 3'39"95     |                                           |
| 2023 | Campionati sudamericani     | San Paolo     | 200 m piani | 4ª        | 23"16       |                                           |
| 2023 | Campionati sudamericani     | San Paolo     | 400 m piani | Oro       | 51"11       | Record dei campionati                     |
| 2023 | Campionati sudamericani     | San Paolo     | 4x400 m     | Bronzo    | 3'35"39     |                                           |
| 2023 | Mondiali                    | Budapest      | 400 m piani | Batteria  | 51"35       |                                           |
| 2023 | Giochi panamericani         | Santiago      | 400 m piani | Oro       | 51"48       |                                           |
| 2023 | Giochi panamericani         | Santiago      | 4x100 m     | Argento   | 44"19       |                                           |
| 2023 | Giochi panamericani         | Santiago      | 4x400 m     | 6ª        | 3'37"00     |                                           |
| 2024 | Giochi olimpici             | Parigi        | 400 m piani | Batteria  | 51"15       |                                           |
| 2025 | Mondiali indoor             | Nanchino      | 400 m piani | 4ª        | 51"78       |                                           |
| 2025 | Campionati sudamericani     | Mar del Plata | 400 m piani | Oro       | 51"14       | Miglior prestazione personale stagionale  |
| 2025 | Campionati sudamericani     | Mar del Plata | 4x400 m     | Bronzo    | 3'37"64     |                                           |